# Sergei Dmitrijewitsch Botkin
Sergei Dmitrijewitsch Botkin (russisch Сергей Дмитриевич Боткин; * 29. Junijul. / 11. Juli 1869greg. in Moskau, Russisches Kaiserreich; † 22. April 1945 in Paris, Frankreich) war ein russischer Diplomat.

## Leben und Wirken
Sergei Botkin entstammt einer Familie von erblichen Ehrenbürgern Russlands (dieser Stand wurde zu Beginn des XX. Jahrhunderts dem Adel gleichgestellt). Sein Vater Dmitri Petrowitsch Botkin (1829–1889) war Kaufmann und ein bekannter Sammler von Bildern ausländischer Maler. Er war verheiratet mit Sofija Sergejewna Masurina (gest. 1889). Die Familie lebte in Moskau und auf dem Familiengut Tichi Chutor im Gouvernement Charkow.
Nach Abschluss seines Jurastudiums an der Universität Moskau im Jahre 1892 trat Sergei Botkin in den diplomatischen Dienst beim Außenministerium Russlands. Zunächst arbeitete er in dessen Asien-Abteilung. 1897 wurde er Zweiter Sekretär der russischen Gesandtschaft in Stuttgart. 1900–1904 war er Zweiter Sekretär an der Gesandtschaft in Bern, 1904–1909 erst Zweiter, dann Erster Sekretär der Botschaft in Wien, 1909–1911 Erster Sekretär der Botschaft in Konstantinopel. 1911 wurde er Erster Sekretär an der Botschaft in Berlin, wo er im selben Jahr der karitativen Bruderschaft des heiligen Fürsten Wladimir beitrat. Im Sommer 1914 wurde er zum Gesandten in Darmstadt befördert, doch noch ehe er den neuen Posten antreten konnte, musste er bei Ausbruch des Ersten Weltkrieges mit den übrigen Botschaftsangehörigen Berlin verlassen und mit dem Zug über Dänemark und Schweden nach Russland zurückkehren. Während des Krieges arbeitete er im Außenministerium als Leiter der Abteilung für Fragen der Kriegsgefangenen. Während des Russischen Bürgerkrieges war er 1919–1920 russischer Botschafter in Berlin, wo er die Regierungen Alexander Koltschaks und Anton Denikins vertrat. Bis 1936 war er zudem Vorsitzender des Russischen Komitees des Roten Kreuzes in Deutschland, der Russischen Delegation in Berlin (1922 umgewandelt in die Vertrauensstelle für russische Flüchtlinge in Deutschland) und der Vereinigung russischer Juristen. 1924–1936 war er Vorsitzender der Bruderschaft des heiligen Fürsten Wladimir, die er noch 1923 in Berlin als eingetragenen gemeinnützigen Verein hatte registrieren lassen. Zudem war er lange Jahre Vorstandsmitglied der Russischen Palästina-Gesellschaft.
Nachdem die nationalsozialistischen Behörden im Zuge ihrer Politik der Gleichschaltung immer mehr Druck auf die exilrussischen Organisationen in Deutschland ausübten, als nicht genügend deutschfreundlich eingestufte Führungskräfte zu ersetzen, und Sergei Botkin wegen seiner kirchlichen Zugehörigkeit zur Gemeinde des in Paris residierenden Metropoliten Ewlogi als „frankophil“ eingestuft worden war, versuchte er dem politischen Druck durch eine Übersiedlung nach Paris zu entgehen. Im Sommer 1935 besuchte er zum letzten Male Berlin. Ab 1936 wurde ihm jede weitere Einreise nach Deutschland verweigert, so dass er sämtliche Ämter in Berlin aufgeben musste. Sein Nachfolger als Vorsitzender der russischen Vertrauensstelle in Berlin wurde mit Billigung der Behörden General Biskupski. Zur neuen Vorsitzenden der Bruderschaft des heiligen Fürsten Wladimir wurde Fürstin Vera Konstantinowna Romanowa gewählt.
Sergei Botkin verstarb in Paris und wurde auf dem russischen Friedhof in Sainte-Geneviève-des-Bois beigesetzt.

## Familie
Sergei Botkin war verheiratet mit Nina von Bützow, der Tochter des russischen Diplomaten Eugen von Bützow.
Ihre Tochter Nina (1901–1966) heiratete 1926 Sergej Alexejewitsch Belewski-Schukowski (1904–1953), einen Nachkommen Kaiser Alexanders II.
Der Vetter Sergei Botkins, der Leibarzt Jewgeni Sergejewitsch Botkin (1865–1918) (ihre Väter Dimitri Petrowitsch (1828–1889) und Sergei Petrowitsch (1832–1889) waren Söhne des Moskauer Teefabrikanten Petr Kononowitsch Botkin (1781–1853)), wurde am 17. Juli 1918 gemeinsam mit der Zarenfamilie in Jekaterinburg ermordet.